# ليتا غراي
ليتا غراي (بالإنجليزية: Lillita Louise MacMurray)‏ (بالإنجليزية:Lita Grey) (مواليد 15 أبريل 1908 - وفيات 29 ديسمبر 1995) وتعرف أيضا ليتا غراي تشابلن . ممثلة أمريكية وهي الزوجة الثانية للممثل المعروف تشارلي تشابلن.

## وصلات خارجية
- ليتا غراي على موقع IMDb (الإنجليزية)
- ليتا غراي على موقع أول موفي (الإنجليزية)
- ليتا غراي على موقع أول موفي (الإنجليزية)
- ليتا غراي على موقع قاعدة بيانات الأفلام السويدية (السويدية)
- ليتا غراي على موقع قاعدة بيانات الفيلم (الإنجليزية)